# Roman Mihăeș

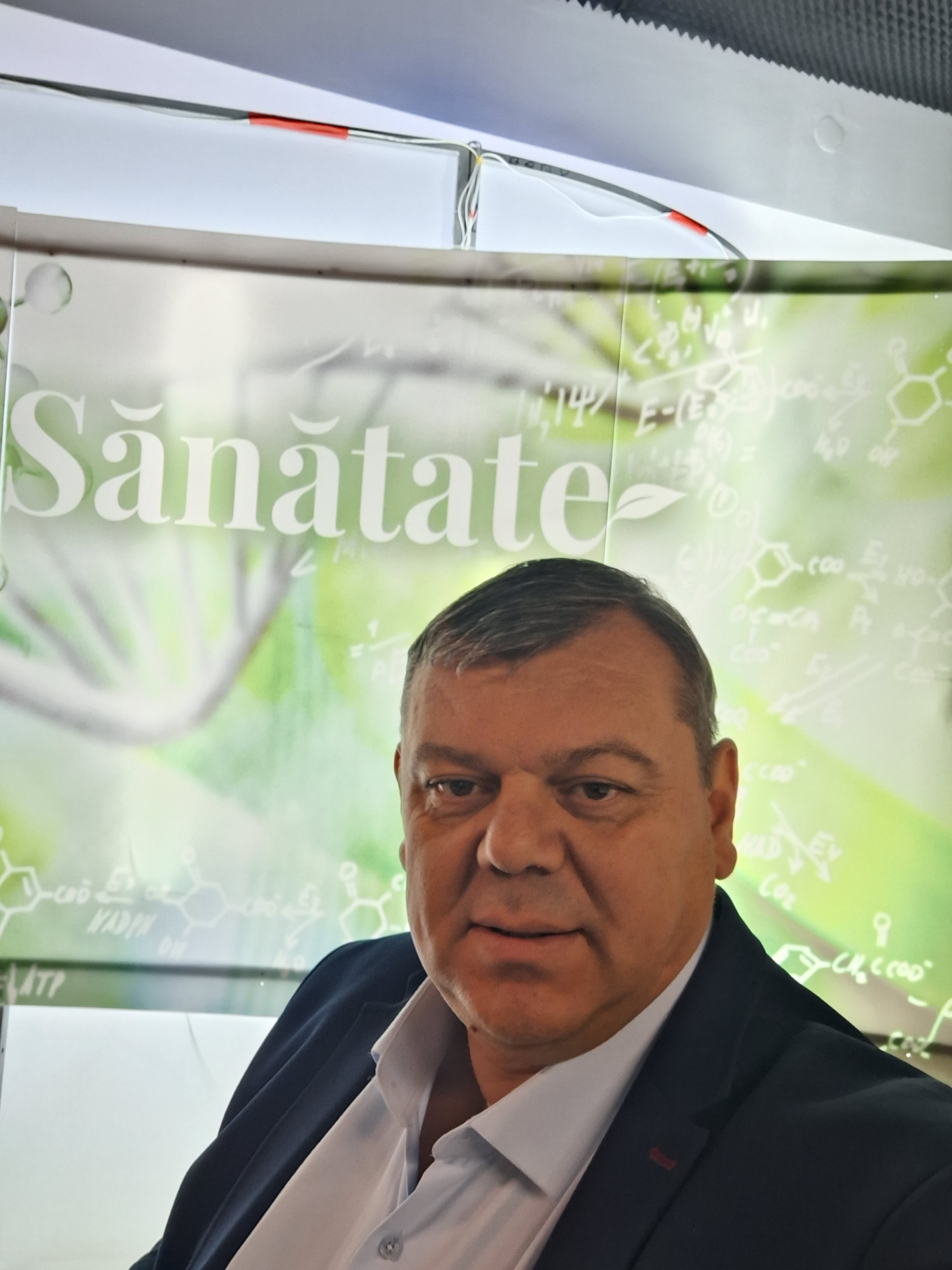
Roman Mihaes

Roman Mihăeș este cetatean al R.Moldova si Romaniei, (n. 28 februarie 1969, satul Gura-Galbenei, raionul Cimișlia) este un cunoscut avocat, comentator politic si activist al sectorului neguvernamental din Republica Moldova. 
Din anul 2001 este Președinte al Asociației “Moldova Europeană Unită” și militant pentru drepturile omului. 
Din anul 1997, este Avocat in cadrul Cabinetul Avocatului Roman Mihaes, in cadrul UAM. https://www.facebook.com/romanmihaies
Este licențiat în drept, studii in 1990-1994, Universitatea “A.I.Cuza" din Iasi, face parte din prima generatie de studenti basarabeni care au mers la studii in Romania in 1990.
Detine titlul de magistru în politologie  din anul 2004,  Facultatea Relații Internaționale, Științe Politice și Administrative a USM, tema tezei de masterat a fost “Gestionarea conflictului transnistrean. Abordarea geopolitică”
De asemenea, Roman Mihăeș a fost lector asistent la Facultatea de Drept a Universității de Stat din Moldova și la Academia de Drept, la drept international privat si dreptul comertului international, între 1997 și 2001. 
În anul 2019/2020 a fost lector asistent la Universitatea de Studii Politice și Economice Europene „Constantin Stere”, predând cursuri de Drept Vamal.
In anul 2016 Roman Mihaes, a incercat sa candideze drept candidat independent, la functia de Presedinte a R.Moldova, insa nu a fost admis de CEC sa participe. 
http://www.e-democracy.md/elections/presidential/2016/docs/roman-mihaes/201609051/
In anul 2023, Roman Mihaes a candidat la functia de Primar al mun.Chisinau din partea PNL-Partidul National Liberal, partid inregistrat in R.Moldova.
https://www.ipn.md/ro/roman-mihaes-portretul-candidatului-la-sefia-capitalei-8012_1100226.html Arhivat în 24 decembrie 2024, la Wayback Machine.
In anul 2023, Roman Mihaes lanseaza la Bucuresti cartea de comentarii politice: Doar integrarea în UE sau re-Unirea cu România ar putea salva Republica Moldova"
https://www.realitatea.net/stiri/actual/juristul-roman-mihaes-lanseaza-cartea-doar-integrarea-in-ue-sau-reunirea-cu-romania-ar-putea-salva-republica-moldova_62d1243f5c76871b7463aaa6

https://romanmihaes.wordpress.com/
https://www.facebook.com/mihaes.roman/